# それでも夜は明ける
『それでも夜は明ける』（それでもよはあける、英: 12 Years a Slave）は、2013年のイギリス・アメリカの歴史ドラマ映画。
原作は1853年発表の、1841年にワシントンD.C.で誘拐され奴隷として売られた自由黒人ソロモン・ノーサップによる奴隷体験記"Twelve Years a Slave"（意味：12年間、奴隷として）である。彼は解放されるまで12年間ルイジアナ州のプランテーションで働いていた。1968年発表のスー・イーキンとジョセフ・ログスドンの編集による初めてのノーサップの伝記の学術書によって、彼の伝記が驚くほど正確であると証明された。
スティーヴ・マックイーンが監督、ジョン・リドリーが脚本を務めた。主人公のソロモン・ノーサップはキウェテル・イジョフォーが演じる。本作は2013年8月30日にテルライド映画祭でプレミア上映された。アメリカ合衆国では2013年10月18日に限定、2013年11月1日に拡大公開された。日本では2014年3月7日に公開された。
第86回アカデミー賞の作品賞をはじめ、様々な映画賞を受賞した（詳細は後述）。

## 内容
1841年、ニューヨーク州サラトガのソロモン・ノーサップ（イジョフォー）は自由黒人のヴァイオリニストだった。彼は妻と子供2人と順風満帆な生活を送っていた。ある日、彼は二人組の男たち（スクート・マクネイリーとタラン・キルラム）から金儲けができる周遊公演に参加しないかと誘いを受けた。ある晩、二人組の男たちにノーサップは薬漬けにされ、昏睡したまま奴隷商に売られることとなった。彼は自分は北部の自由黒人だと主張するが、材木商のウィリアム・フォード（ベネディクト・カンバーバッチ）に購入される。
フォードは信仰心が篤く温和な性格の農園主だった。奴隷となったノーサップは知能と知識を使って、材木の水運を提案する。これが成功しフォードに目をかけられるが、農園の監督ジョン・ティビッツにねたまれる。いやがらせを受けたノーサップは逆上して鞭で打とうとするティビッツからこれを奪い暴力を振るってしまう。ノーサップはティビッツに報復行為として木につるされる。ノーサップの身の危険を悟ったフォードは、仕方なしに資金面で世話になっている別の農園の支配人のエドウィン・エップス（マイケル・ファスベンダー）にノーサップを売ってしまう。
フォードと異なりエップスは非常に陰湿で残忍な性格の持ち主だった。綿花栽培のノルマを達成しない奴隷や機嫌が悪いときは平気で鞭打つなどしていた。ノーサップはひたすら耐え忍ぶが、ある日奴隷として白人であるアームスバイがやってくる。アームスバイはかつては監督官であったが、不祥事が理由で奴隷に身を落としていたのであった。自分と近い境遇に親近感を覚えたノーサップはアームスバイを信用し、友人へ手紙を送るよう懇願する（黒人ではなく白人であれば手紙を送ることは自然だろうと考えたのも決め手となった）。だがアームスバイは裏切り、ノーサップはエップスに責め立てられるが機転を利かし難局を乗り切る。
その後も長い奴隷の時を過ごすが、カナダ人で大工のサミュエル・バス（ブラッド・ピット）と出会ったことから風向きが変わる。ノーサップは奴隷制に反対で良心を持っているバスを信用し、自らの素性を明かし、北部時代の知己に手紙を送ってくれるよう懇願する。数日後エップスの農場のもとに保安官がやってきて、遂に奴隷から解放されサラトガに帰郷する。

## キャスト
ソロモン・ノーサップ / プラット
演 - キウェテル・イジョフォー、日本語吹替 - 立木文彦
ある日突然拉致され、奴隷となってしまうが、12年の時を経て身分を回復し帰郷する。当時の黒人としては珍しく字の読み書きができ教養が高い。但し奴隷時代はトラブルのもととなるため隠していた。その後伝記本を出版し、奴隷解放運動にも携わるが、晩年の動向（没年や没した場所など）は一切不明とされている。
エドウィン・エップス
演 - マイケル・ファスベンダー、日本語吹替 - 宮内敦士
黒人奴隷への虐待を自らの慰みとしている農園主。フォード農園からソロモンを買いとったが、聡明さ故に目立つソロモンを警戒する。一方で、一人の黒人女奴隷に夢中になったことで夫婦仲に罅がはいると、徐々に狂気的な行動が目立ち始める。
ウィリアム・フォード
演 - ベネディクト・カンバーバッチ、日本語吹替 - 宮本充
農園主で、且つ敬虔なクリスチャン。聡明なソロモンを取り立てたことで白人大工ティビッツの恨みを買った。自由黒人としての身分を訴えるソロモンを憫みつつも、借金返済のため、ソロモンをエップス農園に売ってしまう。
ジョン・ティビッツ
演 - ポール・ダノ、日本語吹替 - 関雄
フォード農園の雇われ大工。傲慢な性格で、大工としての自らのお株を奪われた腹いせに、ノーサップに対して嫌がらせを繰り返すが、農園監督官にみつかり農園を逐われる。
セオフィラス・フリーマン
演 - ポール・ジアマッティ、日本語吹替 - 西村太佑
奴隷貿易の元締め。ノーサップをプラットと呼び、以後この名前が定着する。
パッツィー
演 - ルピタ・ニョンゴ、日本語吹替 - 竹田まどか
エップスの奴隷。エップスから日常的に性的暴行を受けている。綿花を毎日200キロ以上も摘むなど農園に多大な貢献をしているが、虫の居所が悪かったエップスに鞭打ちされる。
メアリー・エップス
演 - サラ・ポールソン、日本語吹替 - 瀬田ひろ美
エドウィン・エップスの妻。嫉妬深い性格。
サミュエル・バス
演 - ブラッド・ピット、日本語吹替 - 成田剣
カナダ人大工。計算高さと人の好さを併せ持つ。
ハリエット・ショー夫人
演 - アルフレ・ウッダード、日本語吹替 - 伊沢磨紀
マーガレット・ノーサップ
演 - クヮヴェンジャネ・ウォレス、日本語吹替 - 佐伯美由紀
ソロモン・ノーサップの娘
ヴィリエレ保安官
演 - ジェイ・ヒューグリー
アブラム叔父様
演 - ドワイト・ヘンリー
ロバート
演 - マイケル・K・ウィリアムズ
アームスバイ
演 - ギャレット・ディラハント
白人。かつては農園の監督官だったが、奴隷に身を落とす。ノーサップから手紙を出すよう依頼されるが、保身に走る。
ブラウン
演 - スクート・マクネイリー
セレステ
演 - ルース・ネッガ
エリザ
演 - アデペロ・オデュイエ
クレメンズ・レイ
演 - クリス・チョーク
ジェイムズ・バーチ
演 - クリストファー・ベリー
ハミルトン
演 - タラン・キラム

## 製作

### 企画
当初はパラマウント・ピクチャーズでの製作だったが、黒人の奴隷映画では興行収入が見込めないと断られた。この作品がアカデミー賞を受賞したことで、パラマウント・ピクチャーズとブラッド・ピットの製作会社プランBが反目しあっていると、ハリウッド・レポーター紙が報じた。
2008年にクリエイティヴ・アーティスツ・エージェンシーの『HUNGER/ハンガー』のスクリーニングで会った後、監督のスティーヴ・マックイーンは脚本家のジョン・リドリーと「アメリカの奴隷時代」を扱った映画について話し合った。2人はマックイーンの妻がソロモン・ノーサップによる1853年の自伝『Twelve Years a Slave』を見つけるまでそれを知らなかった。「私はこの本を読み、愕然とした」、「そして同時に、この本のことを知らなかった自分に腹が立った。私は国民的英雄であるアンネ・フランクがいたアムステルダムに住んでいるし、私にとってこの本は『アンネの日記』のように読めるが、それよりも97年前に書かれていたのだ。私はこの本を映画化するために情熱を持った」とマックイーンは述べた。
企画期間を経て、2011年8月、マックイーンが監督し、奴隷とされた黒人のソロモン・ノーサップをキウェテル・イジョフォーが演じることが発表された。マックイーンは、イジョフォーをシドニー・ポワチエやハリー・ベラフォンテと比較した。2011年10月、マイケル・ファスベンダー（マックイーンの以前の映画『HUNGER/ハンガー』と『SHAME -シェイム-』でも協働）がキャストに加わった。2012年初頭、残りの役柄もキャスティングされ、撮影開始予定が2012年6月末に設定された。

### 撮影
2000万ドルの製作費をかけ、2012年6月27日よりルイジアナ州ニューオーリンズで撮影が始まった。7週間後の2012年8月13日、撮影は完了した。

### 音楽
映画音楽はハンス・ジマーが作曲し、ニコラス・ブリテルがバイオリン音楽を書いてアレンジし、ティム・フェインが演奏した。サウンドトラックアルバム『12 Years a Slave: Music from and Inspired by the Motion Picture』はコロムビア・レコードより11月5日にデジタル、11月11日に物理メディアで発売される。アルバムにはジマーの音楽の他に、ジョン・レジェンド、アリシア・キーズ、クリス・コーネル、アラバマ・シェイクスの曲が収録される。レジェンドの曲「Roll Jordan Roll」はサウンドトラック発売の3週前にオンラインで公開された。

## 公開
2013年8月30日にテルライド映画祭でプレミア上映された。9月6日にはトロント国際映画祭、10月8日にはニューヨーク映画祭、10月19日にはフィラデルフィア映画祭で上映された。
2011年11月15日、サミット・エンターテインメントが国際配給権を獲得したことが発表された。2012年4月、主要撮影開始の数週間前にリージェンシー・エンタープライズが共同出資することに合意した。リージェンシーと20世紀フォックスは配給協定を結んでいるため、アメリカ合衆国での配給はフォックス・サーチライト・ピクチャーズが務めることとなった。しかしながら配給権に金を払う代わりに、フォックス・サーチライトは映画の出資者と興行収入を共有する契約を交わした。アメリカ合衆国では2013年10月18日に限定公開された後、同年11月1日より拡大公開される。当初は2013年12月下旬公開が予定されていたが、前倒しされた。

## 騒動
本作をイタリアで配給するBIM社が、脇役であるブラッド・ピットとマイケル・ファスベンダーを中央に描き、主役のキウェテル・イジョフォーを隅に配置したポスターを制作した。黒人奴隷を主人公とした映画のポスターが白人スターを中心としたものになっていることに対して疑問の声が多数上がった。本作の海外配給を担当してるライオンズゲートはこのポスターを許可しておらず、ポスターの回収を求めた。この騒動に関してBIM社は謝罪し、ポスターを回収したと発表した。
2014年1月6日に行われた第79回ニューヨーク映画批評家協会賞の授賞式において、監督賞を受賞したスティーヴ・マックイーンがスピーチをしていたところ、協会員の一人である『CityArts』のアルモンド・ホワイトが野次を飛ばした。しかし、マックイーンは何事もなかったかのようにスピーチを続けた。この件に関して、協会は謝罪の意を表明している。後日、ホワイトは協会から除名された。なお、ホワイトは野次を飛ばしていないと主張している。
映画監督のデヴィッド・O・ラッセルは、『ハンガー・ゲーム』の製作スタッフがジェニファー・ローレンスを酷使しているとして、『それでも夜は明ける』での奴隷制になぞらえて批判したため、物議をかもした。その後、ラッセルは表現が不適切だったとして謝罪した。

## 評価

### 興行収入
2013年10月18日にアメリカ合衆国の19館で限定公開され、週末3日間の興行収入は92万3715ドル、1館平均は4万8617ドルであった。2週目末には123館まで拡大され、3日間で約210万ドルを売り上げた。さらに、3週目末には410館まで拡大公開され、460万ドルを稼いだ。
日本においては2014年3月7日に全国43館で公開され、土日2日間の成績は動員3万2,431人、興収4,054万7,800円を記録し、週末興行収入ランキングで10位となった。

### 批評家の反応
2013年のテルライド映画祭、トロント国際映画祭において、批評家および観客から高く支持され、演技（特にキウェテル・イジョフォー、マイケル・ファスベンダー、ルピタ・ニョンゴ）、スティーヴ・マックイーンの演出、脚本は高評価された。Rotten Tomatoesでは130件の批評家レビューで支持率は95%、平均点は8.9/10となった。Metacriticでは38件のレビューで加重平均値は96/100となった。この数値は、Metacriticにおいて、最も高い加重平均値を出した映画の一つである。
英ガーディアン紙が選ぶ2014年映画ベスト10の第6位を獲得。
また、本作のCinemaScoreはAであった。

### 著名人の反応
俳優のサミュエル・L・ジャクソンは「『それでも夜は明ける』こそ、アメリカの映画界が人種差別に真摯に向き合おうとしていないことを証明している。」と述べた。その根拠として「もし、アフリカ系アメリカ人の監督が本作を監督したいといっても、アメリカの負の歴史を描くことにスタジオが難色を示すであろうこと」を挙げた。また、「過去の奴隷の解放を描いた本作よりも、現代における理不尽な黒人殺害事件を描いた『フルートベール駅で』を作ることの方が勇気のいることだ」とも述べている。

### 受賞とノミネート
| 賞・映画祭                             | 発表日         | 部門                           | 候補 | 結果       |
| -------------------------------------- | -------------- | ------------------------------ | --- | ---------- |
| ゴールデングローブ賞                   | 2014年1月12日  | 作品賞 (ドラマ部門)            | | 受賞       |
| ゴールデングローブ賞                   | 2014年1月12日  | 監督賞                         | スティーヴ・マックイーン | ノミネート |
| ゴールデングローブ賞                   | 2014年1月12日  | 主演男優賞 (ドラマ部門)        | キウェテル・イジョフォー | ノミネート |
| ゴールデングローブ賞                   | 2014年1月12日  | 助演男優賞                     | マイケル・ファスベンダー | ノミネート |
| ゴールデングローブ賞                   | 2014年1月12日  | 助演女優賞                     | ルピタ・ニョンゴ | ノミネート |
| ゴールデングローブ賞                   | 2014年1月12日  | 脚本賞                         | ジョン・リドリー | ノミネート |
| ゴールデングローブ賞                   | 2014年1月12日  | 作曲賞                         | ハンス・ジマー | ノミネート |
| 全米製作者組合賞                       | 2014年1月19日  | 作品賞                         | ブラッド・ピット、デデ・ガードナー、スティーヴ・マックイーン、アンソニー・カタガス、ジェレミー・クレイナー                                           | 受賞       |
| ブリタニア賞                           | 2013年11月9日  | ブリティッシュ・アーティスト賞 | ベネディクト・カンバーバッチ | 受賞       |
| ハリウッド映画賞                       | 2013年10月20日 | ブレイクスルー監督賞           | スティーヴ・マックイーン | 受賞       |
| ハリウッド映画賞                       | 2013年10月20日 | ニューハリウッド賞             | ルピタ・ニョンゴ | 受賞       |
| ミルバレー映画祭                       | 2013年10月11日 | 観客賞                         | | 受賞       |
| ミルバレー映画祭                       | 2013年10月11日 | MVFF賞                         | スティーヴ・マックイーン、キウェテル・イジョフォー                                                                                                   | 受賞       |
| トロント国際映画祭                     | 2013年9月15日  | 観客賞                         | スティーヴ・マックイーン | 受賞       |
| ゴッサム賞                             | 2013年12月2日  | 作品賞                         | ブラッド・ピット、デデ・ガードナー、ジェレミー・クライナー、 ビル・ポーラッド、スティーヴ・マックイーン、 アーノン・ミルチャン、アンソニー・カタガス | ノミネート |
| ゴッサム賞                             | 2013年12月2日  | 主演男優賞                     | キウェテル・イジョフォー | ノミネート |
| ゴッサム賞                             | 2013年12月2日  | ブレイクスルー女優賞           | ルピタ・ニョンゴ | ノミネート |
| ニューヨーク映画批評家協会賞           | 2013年12月3日  | 監督賞                         | スティーヴ・マックイーン | 受賞       |
| ナショナル・ボード・オブ・レビュー賞   | 2013年12月4日  | 作品賞トップ10                 | | 入賞       |
| ボストン・オンライン映画批評家協会賞   | 2013年12月7日  | 作品賞                         | ブラッド・ピット、デデ・ガードナー、スティーヴ・マックイーン、アンソニー・カタガス、アーノン・ミルチャン、ジェレミー・クレイナー、ビル・ポーラド     | 受賞       |
| ボストン・オンライン映画批評家協会賞   | 2013年12月7日  | 監督賞                         | スティーヴ・マックイーン | 受賞       |
| ボストン・オンライン映画批評家協会賞   | 2013年12月7日  | 主演男優賞                     | キウェテル・イジョフォー | 受賞       |
| ボストン・オンライン映画批評家協会賞   | 2013年12月7日  | 助演女優賞                     | ルピタ・ニョンゴ | 受賞       |
| ボストン・オンライン映画批評家協会賞   | 2013年12月7日  | 編集賞                         | ジョー・ウォーカー | 受賞       |
| ボストン・オンライン映画批評家協会賞   | 2013年12月7日  | 作曲賞                         | ハンス・ジマー | 受賞       |
| アフリカン・アメリカン映画批評家協会賞 | 2013年12月13日 | 作品賞                         | | 受賞       |
| アフリカン・アメリカン映画批評家協会賞 | 2013年12月13日 | 監督賞                         | スティーヴ・マックイーン | 受賞       |
| アフリカン・アメリカン映画批評家協会賞 | 2013年12月13日 | 脚色賞                         | ジョン・リドリー | 受賞       |
| アフリカン・アメリカン映画批評家協会賞 | 2013年12月13日 | ブレイクアウト演技賞           | ルピタ・ニョンゴ | 受賞       |
| カンザスシティ映画批評家協会賞         | 2013年12月15日 | 作品賞                         | ブラッド・ピット、デデ・ガードナー、スティーヴ・マックイーン、アンソニー・カタガス、アーノン・ミルチャン、ジェレミー・クレイナー、ビル・ポーラド     | 受賞       |
| カンザスシティ映画批評家協会賞         | 2013年12月15日 | 監督賞                         | スティーヴ・マックイーン | 受賞       |
| カンザスシティ映画批評家協会賞         | 2013年12月15日 | 主演男優賞                     | キウェテル・イジョフォー | 受賞       |
| カンザスシティ映画批評家協会賞         | 2013年12月15日 | 助演男優賞                     | マイケル・ファスベンダー | 受賞       |
| カンザスシティ映画批評家協会賞         | 2013年12月15日 | 助演女優賞                     | ルピタ・ニョンゴ | 受賞       |
| カンザスシティ映画批評家協会賞         | 2013年12月15日 | 脚色賞                         | ジョン・リドリー | 受賞       |
| トロント映画批評家協会賞               | 2013年12月16日 | 作品賞                         | ブラッド・ピット、デデ・ガードナー、スティーヴ・マックイーン、アンソニー・カタガス、アーノン・ミルチャン、ジェレミー・クレイナー、ビル・ポーラド     | 次点       |
| トロント映画批評家協会賞               | 2013年12月16日 | 監督賞                         | スティーヴ・マックイーン | 次点       |
| トロント映画批評家協会賞               | 2013年12月16日 | 主演男優賞                     | キウェテル・イジョフォー | 次点       |
| トロント映画批評家協会賞               | 2013年12月16日 | 助演男優賞                     | マイケル・ファスベンダー | 次点       |
| トロント映画批評家協会賞               | 2013年12月16日 | 助演女優賞                     | ルピタ・ニョンゴ | 次点       |
| セントルイス映画批評家協会賞           | 2013年12月16日 | 作品賞                         | | 受賞       |
| セントルイス映画批評家協会賞           | 2013年12月16日 | 監督賞                         | スティーヴ・マックイーン | 受賞       |
| セントルイス映画批評家協会賞           | 2013年12月16日 | 主演男優賞                     | キウェテル・イジョフォー | 受賞       |
| セントルイス映画批評家協会賞           | 2013年12月16日 | 助演男優賞                     | マイケル・ファスベンダー | ノミネート |
| セントルイス映画批評家協会賞           | 2013年12月16日 | 助演女優賞                     | ルピタ・ニョンゴ | 受賞       |
| セントルイス映画批評家協会賞           | 2013年12月16日 | 脚色賞                         | ジョン・リドリー | 受賞       |
| セントルイス映画批評家協会賞           | 2013年12月16日 | 撮影賞                         | ショーン・ボビット | 受賞       |
| セントルイス映画批評家協会賞           | 2013年12月16日 | 美術賞                         | | ノミネート |
| セントルイス映画批評家協会賞           | 2013年12月16日 | 作曲賞                         | ハンス・ジマー | ノミネート |
| セントルイス映画批評家協会賞           | 2013年12月16日 | ベストシーン                   | 絞首刑のシーン | ノミネート |
| オースティン映画批評家協会賞           | 2013年12月17日 | 作品賞トップ10                 | | 2位        |
| オースティン映画批評家協会賞           | 2013年12月17日 | 主演男優賞                     | キウェテル・イジョフォー | 受賞       |
| オースティン映画批評家協会賞           | 2013年12月17日 | 助演女優賞                     | ルピタ・ニョンゴ | 受賞       |
| オースティン映画批評家協会賞           | 2013年12月17日 | 脚色賞                         | ジョン・リドリー | 受賞       |
| ユタ映画批評家協会賞                   | 2013年12月20日 | 作品賞                         | ブラッド・ピット、デデ・ガードナー、スティーヴ・マックイーン、アンソニー・カタガス、アーノン・ミルチャン、ジェレミー・クレイナー、ビル・ポーラド     | 次点       |
| ユタ映画批評家協会賞                   | 2013年12月20日 | 監督賞                         | スティーヴ・マックイーン | 次点       |
| ユタ映画批評家協会賞                   | 2013年12月20日 | 主演男優賞                     | キウェテル・イジョフォー | 受賞       |
| ユタ映画批評家協会賞                   | 2013年12月20日 | 助演男優賞                     | マイケル・ファスベンダー | 次点       |
| ユタ映画批評家協会賞                   | 2013年12月20日 | 脚色賞                         | ジョン・リドリー | 次点       |
| ネバダ映画批評家協会賞                 | 2013年12月20日 | 作品賞                         | | 受賞       |
| セントラルオハイオ映画批評家協会賞     | 2014年1月2日   | 作品賞                         | ブラッド・ピット、デデ・ガードナー、スティーヴ・マックイーン、アンソニー・カタガス、アーノン・ミルチャン、ジェレミー・クレイナー、ビル・ポーラド     | 6位        |
| セントラルオハイオ映画批評家協会賞     | 2014年1月2日   | 監督賞                         | スティーヴ・マックイーン | ノミネート |
| セントラルオハイオ映画批評家協会賞     | 2014年1月2日   | アンサンブル演技賞             | | ノミネート |
| セントラルオハイオ映画批評家協会賞     | 2014年1月2日   | 主演男優賞                     | キウェテル・イジョフォー | 受賞       |
| セントラルオハイオ映画批評家協会賞     | 2014年1月2日   | 助演男優賞                     | マイケル・ファスベンダー | ノミネート |
| セントラルオハイオ映画批評家協会賞     | 2014年1月2日   | 助演女優賞                     | ルピタ・ニョンゴ | 次点       |
| セントラルオハイオ映画批評家協会賞     | 2014年1月2日   | 脚色賞                         | ジョン・リドリー | ノミネート |
| セントラルオハイオ映画批評家協会賞     | 2014年1月2日   | 撮影賞                         | ショーン・ボビット | ノミネート |
| セントラルオハイオ映画批評家協会賞     | 2014年1月2日   | 作曲賞                         | ハンス・ジマー | ノミネート |
| ノーステキサス映画批評家協会賞         | 2014年1月5日   | 主演男優賞                     | キウェテル・イジョフォー | 受賞       |
| オクラホマ映画批評家協会賞             | 2014年1月6日   | 作品賞                         | | 3位        |
| オクラホマ映画批評家協会賞             | 2014年1月6日   | 主演男優賞                     | キウェテル・イジョフォー | 受賞       |
| オクラホマ映画批評家協会賞             | 2014年1月6日   | 脚色賞                         | ジョン・リドリー | 受賞       |
| バンクーバー映画批評家協会賞           | 2014年1月7日   | 作品賞                         | | 受賞       |
| バンクーバー映画批評家協会賞           | 2014年1月7日   | 監督賞                         | スティーヴ・マックイーン | ノミネート |
| バンクーバー映画批評家協会賞           | 2014年1月7日   | 主演男優賞                     | キウェテル・イジョフォー | ノミネート |
| バンクーバー映画批評家協会賞           | 2014年1月7日   | 助演男優賞                     | マイケル・ファスベンダー | ノミネート |
| バンクーバー映画批評家協会賞           | 2014年1月7日   | 助演女優賞                     | ルピタ・ニョンゴ | ノミネート |
| バンクーバー映画批評家協会賞           | 2014年1月7日   | 脚本賞                         | ジョン・リドリー | ノミネート |
| アイオワ映画批評家協会賞               | 2014年1月10日  | 作品賞                         | | 受賞       |
| アイオワ映画批評家協会賞               | 2014年1月10日  | 監督賞                         | スティーヴ・マックイーン | 受賞       |
| アイオワ映画批評家協会賞               | 2014年1月10日  | 主演男優賞                     | キウェテル・イジョフォー | 受賞       |
| アイオワ映画批評家協会賞               | 2014年1月10日  | 助演男優賞                     | マイケル・ファスベンダー | 受賞       |
| アイオワ映画批評家協会賞               | 2014年1月10日  | 助演女優賞                     | ルピタ・ニョンゴ | 受賞       |
| ノースカロライナ映画批評家協会賞       | 2014年1月12日  | 作品賞                         | | 受賞       |
| ノースカロライナ映画批評家協会賞       | 2014年1月12日  | 監督賞                         | スティーヴ・マックイーン | 受賞       |
| ノースカロライナ映画批評家協会賞       | 2014年1月12日  | 主演男優賞                     | キウェテル・イジョフォー | 受賞       |
| ノースカロライナ映画批評家協会賞       | 2014年1月12日  | 助演男優賞                     | マイケル・ファスベンダー | 受賞       |
| ノースカロライナ映画批評家協会賞       | 2014年1月12日  | 助演女優賞                     | ルピタ・ニョンゴ | 受賞       |
| ノースカロライナ映画批評家協会賞       | 2014年1月12日  | 脚色賞                         | ジョン・リドリー | 受賞       |
| アメリカ編集監督組合賞                 | 2014年2月7日   | 編集賞（ドラマ）               | ジョー・ウォーカー | ノミネート |
| 英国アカデミー賞                       | 2014年2月16日  | 作品賞                         | | 受賞       |
| 英国アカデミー賞                       | 2014年2月16日  | 監督賞                         | スティーヴ・マックィーン | ノミネート |
| 英国アカデミー賞                       | 2014年2月16日  | 主演男優賞                     | キウェテル・イジョフォー | 受賞       |
| 英国アカデミー賞                       | 2014年2月16日  | 助演男優賞                     | マイケル・ファスベンダー | ノミネート |
| 英国アカデミー賞                       | 2014年2月16日  | 助演女優賞                     | ルピタ・ニョンゴ | ノミネート |
| 英国アカデミー賞                       | 2014年2月16日  | 脚色賞                         | ジョン・リドリー | ノミネート |
| 英国アカデミー賞                       | 2014年2月16日  | 撮影賞                         | | ノミネート |
| 英国アカデミー賞                       | 2014年2月16日  | 作曲賞                         | | ノミネート |
| 英国アカデミー賞                       | 2014年2月16日  | プロダクトデザイン賞           | | ノミネート |
| 英国アカデミー賞                       | 2014年2月16日  | 編集賞                         | | ノミネート |
| サテライト賞                           | 2014年2月23日  | 作品賞                         | | 受賞       |
| サテライト賞                           | 2014年2月23日  | 監督賞                         | スティーヴ・マックイーン | 受賞       |
| サテライト賞                           | 2014年2月23日  | 主演男優賞                     | キウェテル・イジョフォー | ノミネート |
| サテライト賞                           | 2014年2月23日  | 助演男優賞                     | マイケル・ファスベンダー | ノミネート |
| サテライト賞                           | 2014年2月23日  | 助演女優賞                     | ルピタ・ニョンゴ | ノミネート |
| サテライト賞                           | 2014年2月23日  | 脚色賞                         | ジョン・リドリー | ノミネート |
| サテライト賞                           | 2014年2月23日  | 作曲賞                         | ハンス・ジマー | ノミネート |
| サテライト賞                           | 2014年2月23日  | 撮影賞                         | ショーン・ボビット | ノミネート |
| サテライト賞                           | 2014年2月23日  | 編集賞                         | ジョー・ウォーカー | ノミネート |
| サテライト賞                           | 2014年2月23日  | 衣装デザイン賞                 | | ノミネート |
| インディペンデント・スピリット賞       | 2014年3月1日   | 作品賞                         | ブラッド・ピット、デデ・ガードナー、スティーヴ・マックイーン、アンソニー・カタガス、アーノン・ミルチャン、ジェレミー・クレイナー、ビル・ポーラド     | 受賞       |
| インディペンデント・スピリット賞       | 2014年3月1日   | 監督賞                         | スティーヴ・マックイーン | 受賞       |
| インディペンデント・スピリット賞       | 2014年3月1日   | 主演男優賞                     | キウェテル・イジョフォー | 受賞       |
| インディペンデント・スピリット賞       | 2014年3月1日   | 助演男優賞                     | マイケル・ファスベンダー | 受賞       |
| インディペンデント・スピリット賞       | 2014年3月1日   | 助演女優賞                     | ルピタ・ニョンゴ | 受賞       |
| インディペンデント・スピリット賞       | 2014年3月1日   | 脚本賞                         | ジョン・リドリー | 受賞       |
| インディペンデント・スピリット賞       | 2014年3月1日   | 撮影賞                         | ショーン・ボビット | ノミネート |
| アカデミー賞                           | 2014年3月2日   | 作品賞                         | ブラッド・ピット、デデ・ガードナー、スティーヴ・マックイーン、アンソニー・カタガス、アーノン・ミルチャン、ジェレミー・クレイナー、ビル・ポーラド     | 受賞       |
| アカデミー賞                           | 2014年3月2日   | 監督賞                         | スティーヴ・マックイーン | ノミネート |
| アカデミー賞                           | 2014年3月2日   | 主演男優賞                     | キウェテル・イジョフォー | ノミネート |
| アカデミー賞                           | 2014年3月2日   | 助演男優賞                     | マイケル・ファスベンダー | ノミネート |
| アカデミー賞                           | 2014年3月2日   | 助演女優賞                     | ルピタ・ニョンゴ | 受賞       |
| アカデミー賞                           | 2014年3月2日   | 脚色賞                         | ジョン・リドリー | 受賞       |
| アカデミー賞                           | 2014年3月2日   | 美術賞                         | アダム・ストックハウゼン、アリス・ベイカー | ノミネート |
| アカデミー賞                           | 2014年3月2日   | 衣裳デザイン賞                 | パトリシア・ノリス | ノミネート |
| アカデミー賞                           | 2014年3月2日   | 編集賞                         | ジョー・ウォーカー | ノミネート |

### 法曹界
2017年、アメリカ合衆国バージニア州の少年家庭裁関係地方裁判所は、小学校に侵入して人種差別的な落書きをした少年5人に対し、読書や映画鑑賞を通じて世界観を広げるよう命じる判決を言い渡した。この判決で裁判所が指定した映画の中には、「それでも夜は明ける」が含まれていた。